# Николай Касаткин
Вижте пояснителната страница за други личности с името Касаткин.
Николай Алексеевич Касаткин е руски художник и график, реалист, работил в областта на жанровата и портретна живопис, пръв създал галерия от образи на работници в руската традиционна живопис, за което е удостоен със званието „Народен художник на републиката“. Картините му имат социален характер, а персонажите са хора от народа. Приема се като символ на социалистическия реализъм, а творчеството му – като едно от заключителните звена в развитието на изкуството на передвижниците.

## Биография
Николай Алексеевич Касаткин е роден на 25 декември 1859 г. в Москва. Син е на московския гравьор и литограф Алексей Касаткин. На 14-годишна възраст постъпва в Московското училище по живопис, скулптура и архитектура (МУЖВЗ), което завършва през 1882 г. Учи при известните руски художници Василий Перов, Иларион Прянишников и Алексей Саврасов. През 1878 г. за етюда „Старица“ и през 1883 г. за картината си „Бедняци пред входа на църквата“ получава голям сребърен медал и званието класен художник.
Касаткин е силно впечатлен и повлиян от произведенията и личността на Лев Толстой, с когото се запознава в началото на 1880-те. Често го посещава в Ясна поляна, а дружбата им е дългогодишна и подсилва вниманието на художника към социалните аспекти на обществения живот. На тези отношения някои автори отдават подчертаните литературни сюжети в произведенията на Касаткин.
Касаткин не успява да осъществи мечтата си да учи в Художествената академия, тъй като баща му се разболява и му се налага да започне работа и да издържа семейството. В продължение на няколко години голямата му заетост му пречи да се занимава сериозно с живопис. От 1878 г. преподава в училището за типография на Обществото за разпространение на полезни книги, а от 1884 до 1894 – в Художественото училище при типографията на Обществото на передвижниците.
Едва през 1890 година, на ХVІІІ изложба на передвижниците, се появява неговата малка жанрова картина „Прекупуване“, чийто успех го вдъхновява да продължи да рисува. По-късно е поканен на работа в издателството на Иван Ситин, най-голямото руско издателство за онова време. Художникът работи в него в продължение на около 30 години и участва в създаването на „Руската история в картини“, първия настолен календар и други. През 1894 г. Касаткин става преподавател в МУЖВЗ, училището, което е завършил, където работи повече от 20 години – до революцията от 1917. Сред учениците му са добилите по-късно известност Борис Йохансон и Василий Мешков.
През 1898 г. получава званието академик по живопис. През 1894 г. взима участие в работата на Първия конгрес на руските художници и любители на изкуството и е избран в ръководството му. Девет години по-късно е избран и за действителен член на Императорската художествена академия в Петербург.
Често прави творчески пътешествия из Русия – по Волга, в Кавказ, Урал, неколкократно в района на донецките мини, в тексктилните предприятия в Подмосковието, а през 1900-те – в териториите за добив на торф в Ивано-Вознесенска област. През 1893 посещава Париж и Берлин и ежегодно пътува до Италия. През 1906 г. посещава Финландия, Норвегия и Швеция, а от 1908 до 1917 – Англия, Германия, Австрия, Швейцария и Турция. През цялото време рисува и създава много нови картини.
След Октомврийската революция художникът се превръща в едно от свързващите звена между руския реализъм от 19 век и новото съветско изкуство – социалистическия реализъм. Появява се цяла галерия от образи на революционери и работници. Пръв създава творби, посветени на индустриалната тема, рисувайки серия етюди от Сормовския завод в Нижни Новгород. Става член на новосъздадената Асоциация на художниците от революционна Русия. Активно се включва в обществения живот – работи по организирането на няколко музея, става художник-инструктор в Отдела по народното образование към Соколническия районен съвет, създава районно художествено ателие за работници, където преподава, оформя масови празненства и други.
В средата на 1920-те работи главно в портретния жанр, като създава предимно портрети на млади хора. През 1923 г. му е присъдено званието Народен художник на РСФСР. През есента на 1924 г. заминава в творческа командировка в Англия, откъдето донася рисунки и етюди, посветени на миньорите, безработните и бедните миньорски селища в Южен Уелс.
На 17 декември 1930 година, по време на представяне на картината си „Карийска трагедия“ в Музея на революцията, Касаткин внезапно умира.

## Творчество
Касаткин е един от водещите руски художници, майстори на реалистичното изкуство от края на 19 и началото на 20 век. Най-значителният период от неговата дейност е свързан с передвижниците. В ранното си творчество създава жанрови картини, за които са характерни повествователността на сюжета, взет от ежедневния живот. За изпълнението му са свойствени точният рисунък и сдържаният колорит.
През 1891 г. художникът е приет в обществото на Передвижниците и постепенно става един от активните му членове. От 1890 г., в продължение на 32 години, Касаткин взима участие в неговите изложби. Няколко от картините му са закупени от Павел Третяков за неговата галерия. Именно през този период се определя главната тема в неговото творчество – живота на работниците и градските бедняци. Тогава се появяват жанровите картини „Съперници“ (1890), „Работническо семейство“ (1891), „Осиротели“ (1891), „Шега“ (1892), „Клевета“ (1893), „Трамваят пристигна“ (1894).
Николай Ярошенко, представител на по-възрастното поколение передвижници, вижда в Касаткин продължител на творчеството си. Действително, например темата „Пожарникар“, получава по-нататъшното си развитие именно в произведенията на Касаткин, въпреки че неговото изкуство се отличава съществено от това на по-възрастния му колега. Касаткин се формира като художник 10 – 15 години по-късно и поради това тематиката му е по-тясно свързана с живота на руските работници.
В средата на 1890-те тематиката на картините му постепенно се променя. Той е един от първите руски живописци, обърнал се към индустриалната тема. Маниерът му на рисуване също претърпява промени, а доминиращи стават напрегнатите червено-кафяви и сини тонове. Мазката му придобива по-енергичен и експресивен характер, а основният акцент вече не попада върху сюжета, а се концентрира над предаване на настроенията и емоционалното състояние на героите на картините.
В периода 1892 – 1897 няколко пъти пътува до Донбас и Урал и е дълбоко развълнуван от примитивните шахти, бедните землянки и тежкия, безпросветен живот на миньорите. Художникът пресъздава впечатленията си в цикъл картини, посветени на тях – „Тежко“ („Буревестник“) (1892), „Миньорка“ (1894), „Въглекопач“ (1896), „Ковачница“ (1897), „Уралски работник“ (1899), „В семейството на работника“ (1890-те), „Бедняци събират въглища, добити в мината“ и други. Най-значителното му произведение от този период е „Въглекопачи. Смяна“ (1895).
Произведенията на Касаткин от края на 1890-те носят социален характер. Най-известните картини от този период са „В коридора на окръжния съд“ (1897) и „Арестантки на свиждане“ (1899). Последната картина е удостоена със сребърен медал на Световната изложба в Париж през 1900 г.
Особено талантливо художникът пресъздава образи на руски жени. Постепенно в творчеството му се включват платна като „Печална“ и „Състрадателна“, „Девойка до оградата“ (1893) и цяла галерия от ярки изображения на жени, трудещи се във фабрики и заводи – „Стругарка“, „Тъкачка“, „Дръзката“. Една от най-добрите представителки на темата е картината „Миньорка“.
Художникът откликва на събитията от революцията от 1905 година, като през същата година рисува редица революционно-романтични произведения – „Работник-боец“ (1905), „Работници атакуват завод“ (1906), „Тревожно“, „Последният път на шпионина“, „Беззаветна жертва на революцията“, „Студент“, „След обиск“, „9 януари“. Тези и други творби на художника дълго време остават образци за художниците, привърженици на социалистическия реализъм.
През 1920-те години рисува пейзажи и портрети-типажи – „На училище“ („Пионерка с книги“) (1925), „Герой на отбраната на СССР“, „Комсомолка, пионерски ръководител“, „Комсомолка рабфаковка“, „Селкор“ и други.
Произведения на Касаткин се намират в много музейни и частни колекции. Сред тях са Третяковската галерия, Държавният руски музей, Киевският музей на руското изкуство, Пермската държавна художествена галерия, Астраханската картинна галерия, Националният художествен музей на Беларус и други.
- Работници
- Работническо семейство (1891)
- Две работнички (1893)
- Събиране на въглища (1894)
- Бедняци събират въглища, добити в мината (1894)
- Въглекопачи. Смяна (1895)
- Кой? (1897)

- Образи на жени
- Девойка до оградата (1893)
- Миньорка (1894)
- Дойка (1910)
- Млада служителка с кошница (1917)
- „На училище“ („Пионерка с книги“) (1925)
- Комсомолка (1926)